# Bouzy-la-Forêt
Bouzy-la-Forêt é uma comuna francesa na região administrativa do Centro, no departamento Loiret. Estende-se por uma área de 38,3 km². Em 2010 a comuna tinha 1 250 habitantes (densidade: 32,6 hab./km²).